# ارسلان درگاهی
ارسلان درگاهی در سال ۱۲۸۱ در تهران متولد شد. به دلیل علاقه به هنر، به مدرسه کمال الملک رفت. در سن پانزده سالگی یادگیری تار و سه تار را با درویش خان آغاز نمود و موفق به دریافت نشان تبرزین طلایی از وی شد. بعدها صفحاتی را با آواز قمرالملوک وزیری و تاج اصفهانی ضبط کرد و شهرت بسیار یافت. وی به دلیل اینکه نمی‌خواست ذوق هنری اش لطمه‌ای به شغل اداری اش بزند، از نام مستعار " امیر ارسلان " استفاده کرد. وی هیچگاه به صورت حرفه‌ای به موسیقی نپرداخت و بعدها به دلیل علاقه‌ای که به سه تار داشت، تار را رها کرد.

روح‌الله خالقی وی را مردی با ذوق، مؤدب، لطیفه گو، خوش محضر و دوست داشتنی معرفی می‌کند:
ارسلان درگاهی موسیقی را نه برای جلب توجه، بلکه برای علاقهٔ ذاتی اش دنبال می‌کند و در عصری که بسیاری از هنرمندان به نام هنر، موسیقی را به ابتذال کشاندند، وی خود را از آن‌ها جدا می‌گیرد و فقط در محافل آشنا و دوستان می‌نوازد.